# Genzyme
Sanofi Genzyme est une entreprise américaine de biotechnologie spécialisée dans le secteur des maladies rares (ou orphelines). Cette entreprise a été créée à Boston, le 8 juin 1981. 
Elle compte 10 726 salariés dans le monde, dont 3 400 en Europe (2010). Ses activités comprennent toutes les étapes du biomédicament : premiers stades de la recherche, tests cliniques, commercialisation et fabrication des biomédicaments. Depuis le 4 avril 2011, Sanofi Genzyme fait partie du groupe Sanofi au terme d'une bataille boursière pour son évaluation qui a atteint près de 20 milliards de dollars. Sanofi Genzyme concentre ses efforts sur les maladies génétiques rares, la sclérose en plaques, les maladies cardiovasculaires et l'endocrinologie. 

## Historique

### Sanofi Genzyme R&D
En 2005, la National Medal of Technology and Innovation est décernée par le président des États-Unis en 2005.
Ouverture en 2008, de son laboratoire Genzyme Science Center de Framingham, certifié LEED Platine pour son architecture.
En 2009, démarrage de la construction du plus grand laboratoire de biotechnologie occidental en Chine de Genzyme R&D au Zhongguancun Life Science Park de Pékin.
En 2010, Genzyme R&D atteint un budget de 786 millions de dollars[réf. nécessaire].

### Implantation en France
En France depuis 1994, Sanofi Genzyme compte près de 600 salariés dans l'Hexagone, répartis entre le siège social de Saint-Germain-en-Laye, et son site de production à Lyon, dans le quartier Gerland. Créée en 2008, ce site fabrique des anticorps polyclonaux destinés à la prévention du rejet de greffe chez les patients transplantés.

### Acquisition par Sanofi
Genzyme a rejoint le groupe Sanofi le 4 avril 2011. L'offre d'achat a été lancée l'été 2010, à hauteur de 18.5 milliards de dollars. Rejetée dans un premier temps, l'offre a finalement été acceptée par Genzyme, pour une somme de 20,1 milliards de dollars.

## Identité visuelle

Logo de Genzyme jusqu'en 2011
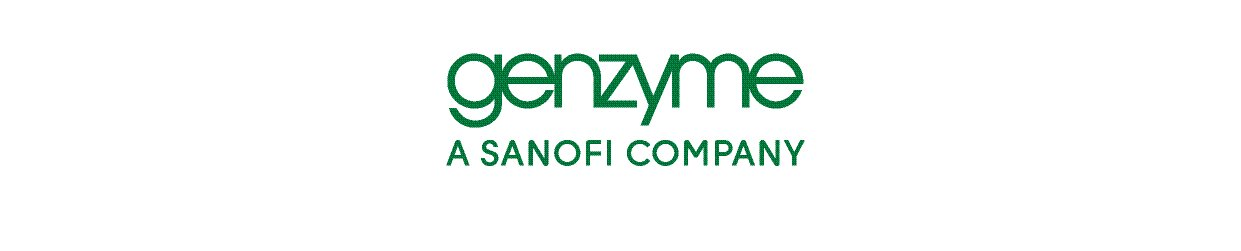
Logo de Genzyme de 2011 à 2019.
Logo de Sanofi Genzyme depuis 2019.